# 我想世界巡回演唱会
《我想世界巡迴演唱會》是中國大陸男歌手张杰第四次個人巡迴演唱會。於2016年7月16日在北京工人体育场揭開序幕，也是张杰首次世界巡迴演唱會。

## 場次信息
| 时间           | 城市            | 場地                   | 動員人數/上座 | 備註                                                  |
| -------------- | --------------- | ---------------------- | ------------- | ----------------------------------------------------- |
| 2016年7月16日  | 中国大陆 北京   | 北京工人體育場         | 40,000        | 特別來賓：谢娜 歌曲：闹啥子嘛闹                       |
| 2016年7月30日  | 中国大陆 南京   | 南京奥体中心体育馆     | -             |                                                       |
| 2016年8月20日  | 中国大陆 广州   | 广州国际体育演艺中心   | 13,000        |                                                       |
| 2016年10月22日 | 中国大陆 上海   | 梅賽德斯-奔馳文化中心  | 15,000        |                                                       |
| 2016年10月29日 | 中国大陆 成都   | 成都市体育中心         | 35,000        | 特別來賓：莫文蔚 歌曲：一念之间                       |
| 2016年11月12日 | 中国大陆 西安   | 西安城市运动公园体育馆 | -             |                                                       |
| 2016年11月19日 | 中国大陆 武汉   | 武汉体育中心体育馆     | -             |                                                       |
| 2016年11月26日 | 中国大陆 深圳   | 深圳湾体育中心体育馆   | -             |                                                       |
| 2016年12月10日 | 中国大陆 合肥   | 滨湖会展中心           | -             |                                                       |
| 2016年12月17日 | 中国大陆 大连   | 大連體育中心体育馆     | -             | 原定9月17日                                           |
| 2016年12月24日 | 中国大陆 昆明   | 滇池国际会展中心       | -             |                                                       |
| 2017年4月29日  | 中国大陆 青島   | 青島國信體育館         | -             |                                                       |
| 2017年5月7日   | 美国 洛杉磯     | 杜比剧院               | -             |                                                       |
| 2017年5月14日  | 加拿大 溫哥華   | 伊丽莎白女王剧院       | -             |                                                       |
| 2017年5月21日  | 美国 紐約       | 林肯中心大卫·格芬厅    | -             |                                                       |
| 2017年6月10日  | 马来西亚 吉隆坡 | 云顶云星剧场           | 6000          |                                                       |
| 2017年6月18日  | 悉尼            | The Star Event Center  | -             |                                                       |
| 2017年8月6日   | 中国大陆 南宁   | 广西体育中心体育馆     | -             |                                                       |
| 2017年8月26日  | 中国大陆 长沙   | 湖南國際會展中心       | -             | 特別來賓：张碧晨 歌曲：三生三世                       |
| 2017年10月1日  | 義大利 米兰     | PalaFacchetti          | -             |                                                       |
| 2017年10月3日  | 英国 倫敦       | indigo at The O2       | -             |                                                       |
| 2017年10月21日 | 中国大陆 厦门   | 集美嘉庚體育館         | -             | 特別來賓：李荣浩 歌曲：花手绢、李白                   |
| 2017年10月28日 | 澳門            | 新濠影滙綜藝館         | -             |                                                       |
| 2017年11月25日 | 中国大陆 沈阳   | 辽宁体育馆             | -             | 原定9月16日 特別來賓：孙楠 歌曲：我们都一样、不见不散 |

## 演唱曲目
Act 1
1. 远走高飞
2. 直到世界尽头
3. 高飞
4. 北斗星的爱

Act 2
1. 年轻的战场
2. 勿忘心安
3. 最美的太阳
4. 夜空中最亮的星

- 北京站此節加唱《两全》
- 上海站此節加唱《风》
- 成都站开始（除了大连和昆明站）此節加唱《越爱越强》

Act 3
1. 他不懂
2. 何必在一起
3. 明天过后
4. 看月亮爬上来
5. My Sunshine【只有北京场和南京场演唱此曲】
6. 云中的angel
7. 包围 【北京，南京和广州唱演唱此曲，其他场次为《第一夫人》】
8. Take You Down

- 南京和成都站此節加唱《过云雨》
- 广州站此節加唱《夕阳醉了》
- 上海站开始此節加唱《会孤单》和《第一夫人》
- 西安站此節加唱《量身定做》
- 武汉站此節加唱《花手绢》
- 深圳站此節加唱《离开以后》
- 大连站此節加唱《老婆》

Act 4
1. 闹啥子嘛闹
2. 着魔
3. 剑心
4. 穿越人海
5. 逆战

- 广州站此節加唱《Lost In The Stars》
- 上海站此節加唱《越爱越强》
- 合肥站此節加唱《天下》
- 大连站此節加唱《最接近天堂的地方》

Act 5
1. 我想
2. 我们都一样
3. 仰望星空
4. 一切都值得
5. 这，就是爱

- 广州站和合肥站此節加唱《过云雨》
- 上海和成都站此節加唱《当一颗星星》
- 成都站此節加唱《很奇怪我爱你》
- 昆明站此節加唱《Jingle bells》和《微笑》